# 关于登记射入外层空间物体的公约

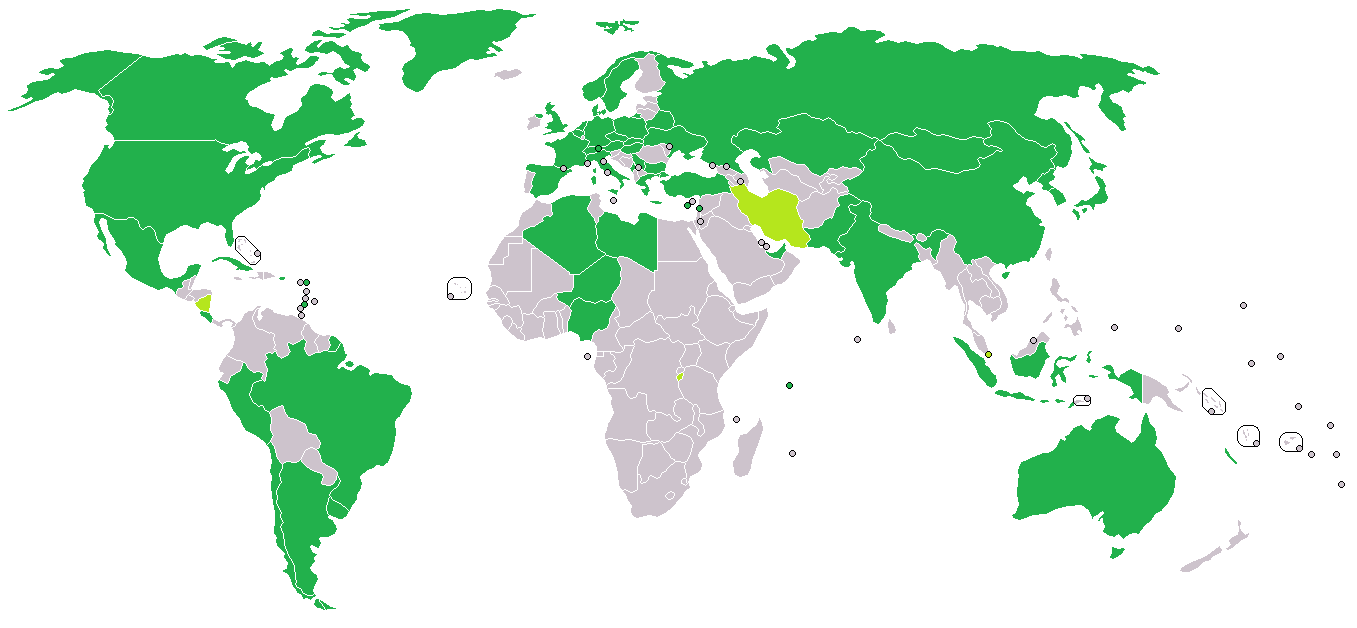

关于登记射入外层空间物体的公约（英語：Convention on the Registration of Objects Launched into Outer Space），简称登记公约（英語：Registration Convention），是1975年联合国制订的国际公约。公约订于美国纽约，于1976年9月15日生效，保存人是联合国秘书长。

## 背景
各缔约国承认人类为和平目的促进探索及利用外层空间的共同利益，盼望拟定由发射国登记其射入外层空间物体的规定还盼望设置一个射入外层空间物体总登记册，也盼望为各国提供方法程序借以帮助辨认外空物体，各缔约国制订本公约各条款。
歐洲太空總署、歐洲氣象衛星開發組織、歐洲電信衛星組織和國際太空通訊組織皆依本公約提交接受其權利與義務規範之聲明。
中華民國於1971年退出聯合國後，喪失《外太空條約》規範的太空探測權與使用權資格，亦無法依前約第八條加入本公約以登記取得外太空物體的發射權與管轄權，僅能透過其他管道與聯合國會員國（如美國）合作發展太空基礎設施並代為發射衛星，自1999年以來已代射十餘顆衛星，依聯合國決議被正式登記屬於中華人民共和國名下。

## 内容
公约规定发射国应登记外空物体，并将其设置此种登记册情事通知联合国秘书长，登记册应包括下列情报：
1. 发射国国名；
2. 外空物体标志或其登记号码；
3. 发射日期、地域或地点；
4. 基本轨道参数，包括：
  1. 波节周期；
  2. 倾斜角；
  3. 远地点；
  4. 近地点。
5. 外空物体的一般功能。